# St. Marien (Holthausen)

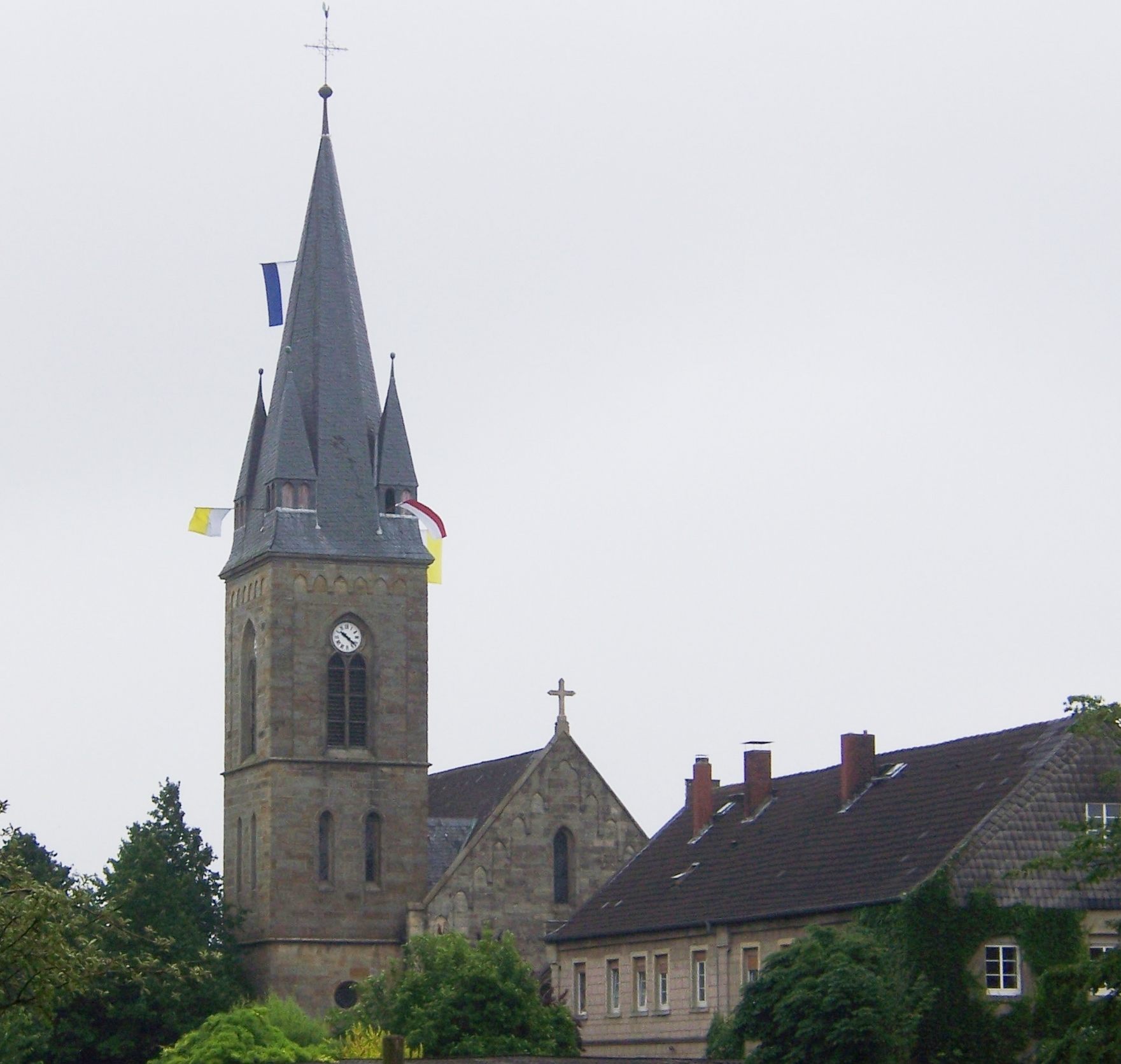
Außenansicht

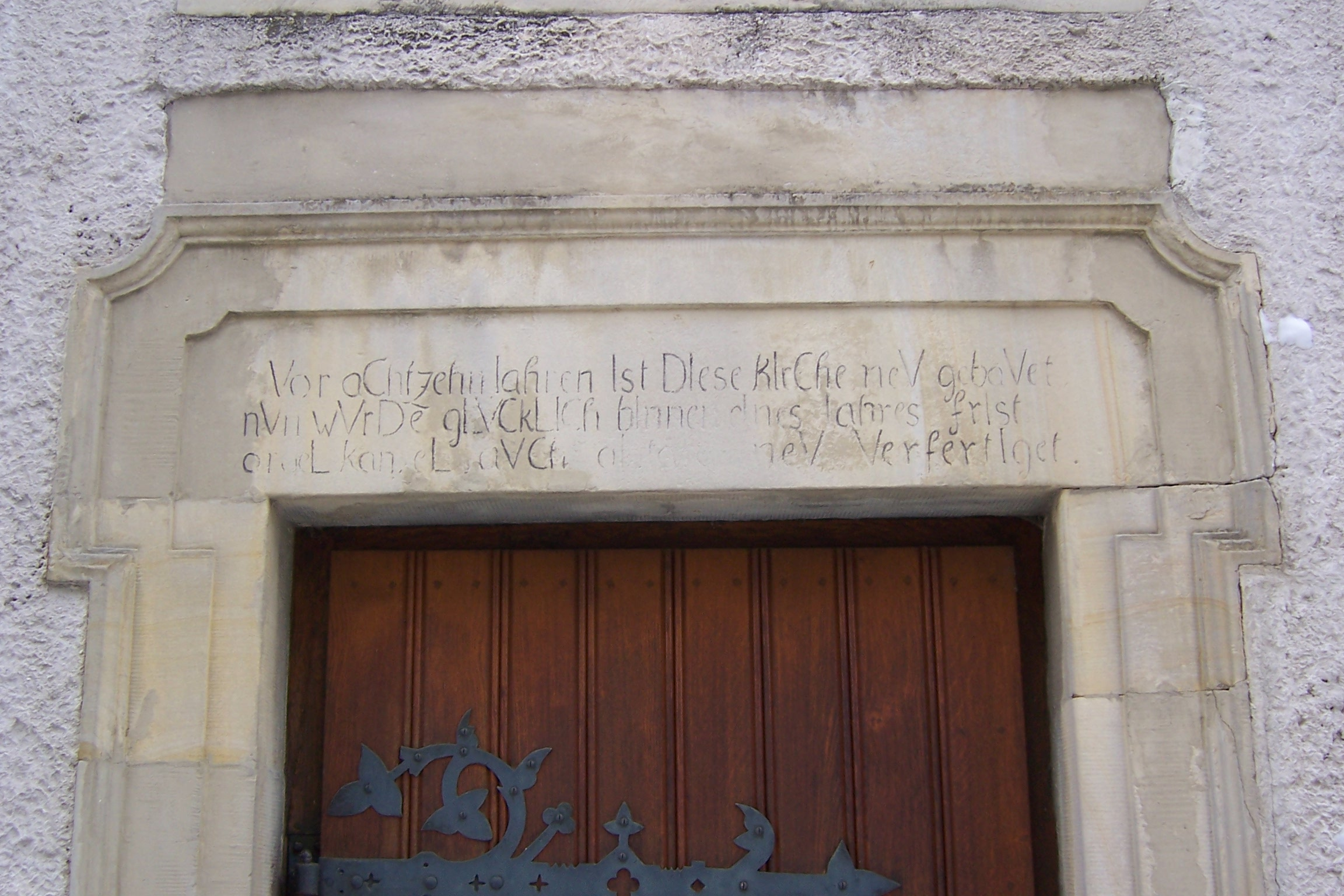
Chronogramm über dem Südeingang

St. Marien ist die römisch-katholische Kirche der ehemals selbständigen politischen Gemeinde Holthausen. Sie ist die einzige Kirche im Ort Laer-Holthausen. Diese gehört heute zur Gemeinde Laer im Kreis Steinfurt in Nordrhein-Westfalen. Die (ehemalige) Pfarrei umfasst auch die Bauerschaften Esking und Temming, die bis 1969 zusammen mit anderen Bauerschaften die Gemeinde Beerlage bildeten, welche heute zu Billerbeck im Kreis Coesfeld gehört. Seit der Fusion mit St. Bartholomäus (Laer) zur Pfarrei Hll. Gebrüder Ewaldi ist sie Filialkirche. Die Pfarrkirche ist in Laer.

## Baugeschichte und Beschreibung
Die Pfarrei Holthausen wird 1265 erstmals urkundlich erwähnt. Von dem einheitlichen Bau der Kirche von 1448 ist noch der Chor erhalten. Diese Jahreszahl ist auf einem Türsturz an der Sakristei vermerkt. Die Außenwand des Chores wird von Strebepfeilern gestützt. Die Kirche von 1448 war ein fünfachsiger/-jochiger(?) Saal mit Turm und einem 5/8-Chorschluss. Im Jahr 1747 stürzte der Turm ein und wurde 1751 neu errichtet, wobei der Westeingang wegfiel. Nach einem Brand 1771 baute man das Schiff in verbreiterter Form neu mit einem südlichen Haupteingang und behielt den nun eingezogenen Chor bei. Aus dieser Zeit stammt wohl auch die erhaltene einheitliche Spiegeldecke in Chor und Langhaus mit einem umlaufenden Stuckprofil, welches jedoch im Chorraum ausgespart blieb. Über dem Südeingang des (zur damaligen Zeit) dreiachsigen Saalbaues ist ein Chronogramm, das verschlüsselt das Jahr der Fertigstellung wiedergibt.
Vor aChtzehn Iahren Ist DIese kIrChe neV gebaVet
nVn wVrDe gLVCkLICh bInnen eInes Iahres frIst
orgeL kanzeL aVCh aLtäre neV VerfertIget
Bei der Addition der Großbuchstaben als römische Zahlen erhält man 1805, subtrahiert man davon die erwähnten „achtzehn Jahre“, kommt man auf 1787 als Jahr der Fertigstellung.
1887 errichtete man an der Nordseite des Chores eine neue Sakristei und renovierte den Kirchenraum, der 1910 noch um zwei Achsen nach Westen erweitert wurde. Dabei verlegte man auch den Haupteingang wieder an diese Stelle. Den Abschluss bildet seitdem eine neugotische Fassade aus Baumberger Sandstein, der Turm (1912) steht nördlich von dieser jüngsten Erweiterung. 1962 wurde schließlich noch einmal die Sakristei neu errichtet. Die Kirche St. Marien ist somit heute eine fünfachsige Kirche mit gotischen Spitzbogenfenstern ohne Maßwerk im Chorabschluss, einem Westfenster mit Maßwerk und im Langhaus Fenster mit Segmentbogen als oberem Abschluss. Der Bau ist bis auf die Fassade und den Turm hellgrau verputzt; die Laibungen der Fenster und des Südeinganges (ebenfalls Baumberger Sandstein) sind allerdings sichtbar belassen. Turm und Westfassade, Letztere im Giebelbereich, sind durch Ecklisenen und Spitzbogenfries gegliedert.

## Ausstattung
Die Orgelbühne wurde bei der Erweiterung wiederverwendet und bildet den einzigen verbliebenen größeren Teil der älteren Ausstattung, die ansonsten einheitlich neugotisch ist. In der Mitte der schlicht gehaltenen hölzernen Brüstung ist das Jesusmonogramm „IHS“ im Strahlenkranz abgebildet. Die Seitenaltäre, deren Mensen stark reduziert worden sind, bestehen aus neugotischem, an der Wand angebrachtem Gesprenge aus Sandstein. Der nördliche beherbergt eine Josefsstatue und der südliche eine Figurengruppe aus Joachim, Anna und Maria als Kind, darunter noch in einer Nische eine farbig gefasste Pietà. Der alte Hochaltar aus Sandstein dient seit 1969 als Zelebrationsaltar, wobei man aus seinem Aufbau einen Ambo formte und den Tabernakel inklusive Expositorium als Sakramentshaus in einer spitzbogigen Nische an der Südwand des Chores befestigte. Kanzel und Chorgestühl wurden bereits 1956 entfernt. In einer seitlichen Nische dem Südeingang gegenüber ist ein Beichtstuhl untergebracht, dessen hölzernes Schnitzwerk ist neugotisch. In der Turmkapelle ist noch ein steinerner Grabchristus von ca. 1650, ein Kriegerehrenmal und ein Fenster mit der „Taufe des Herrn“. An der Innenseite der Westfassade befindet sich ein barockes Kreuzigungsrelief und an deren Außenseite neben dem Haupteingang ein auch barockes Relief mit Darstellung des Lazarus. Feingliedrig ausgearbeitete vollplastische steinerne Figuren der vier Evangelisten zieren die Südseitenschiffswand. Der Kreuzweg ist aus Bronze und von 1969. Ein Kronleuchter aus Messing nach Art einer Flämischen Krone von 1840 befindet sich in der Mitte der Kirche. In der Chorapsis steht der Taufstein, dort sind auch noch Figuren vom neugotischen Hochaltar angebracht: Agnes von Rom, Johannes und zwei andere. Ebenfalls sind dort Halterungen für die Banner kirchlicher Gruppierungen bzw. des Schützenvereins. Die fünf Fenster des Chorraumes zeigen die Geheimnisse des freudenreichen Rosenkranzes und wurden 1917 anlässlich des goldenen Priesterjubiläums des damaligen Pfarrers gestiftet. Das Triumphkreuz über dem Zelebrationsaltar ist modern.
Die Orgel hat ein neugotisches Prospekt.

## Sonstiges
Die Krippe der Gemeinde stammt aus St. Ulrich in Gröden und wurde wie die Chorraumverglasung ebenfalls 1917 zum Goldenen Priesterjubiläum des damaligen Pfarrers gestiftet. Für eine Krippe in Westfalen ungewöhnlich, aber typisch für die Herkunftsgegend ist die Darstellung zusätzlicher Begleittiere der Hl. Drei Könige; bei dem normalerweise singulären Kamel (in diesem Fall für Asien stehend) stehen dort noch ein Elefant und ein Pferd (Afrika und Europa symbolisierend). Der Krippenstall stammt aus derselben Zeit.